# 撒哈拉阿特拉斯山脈

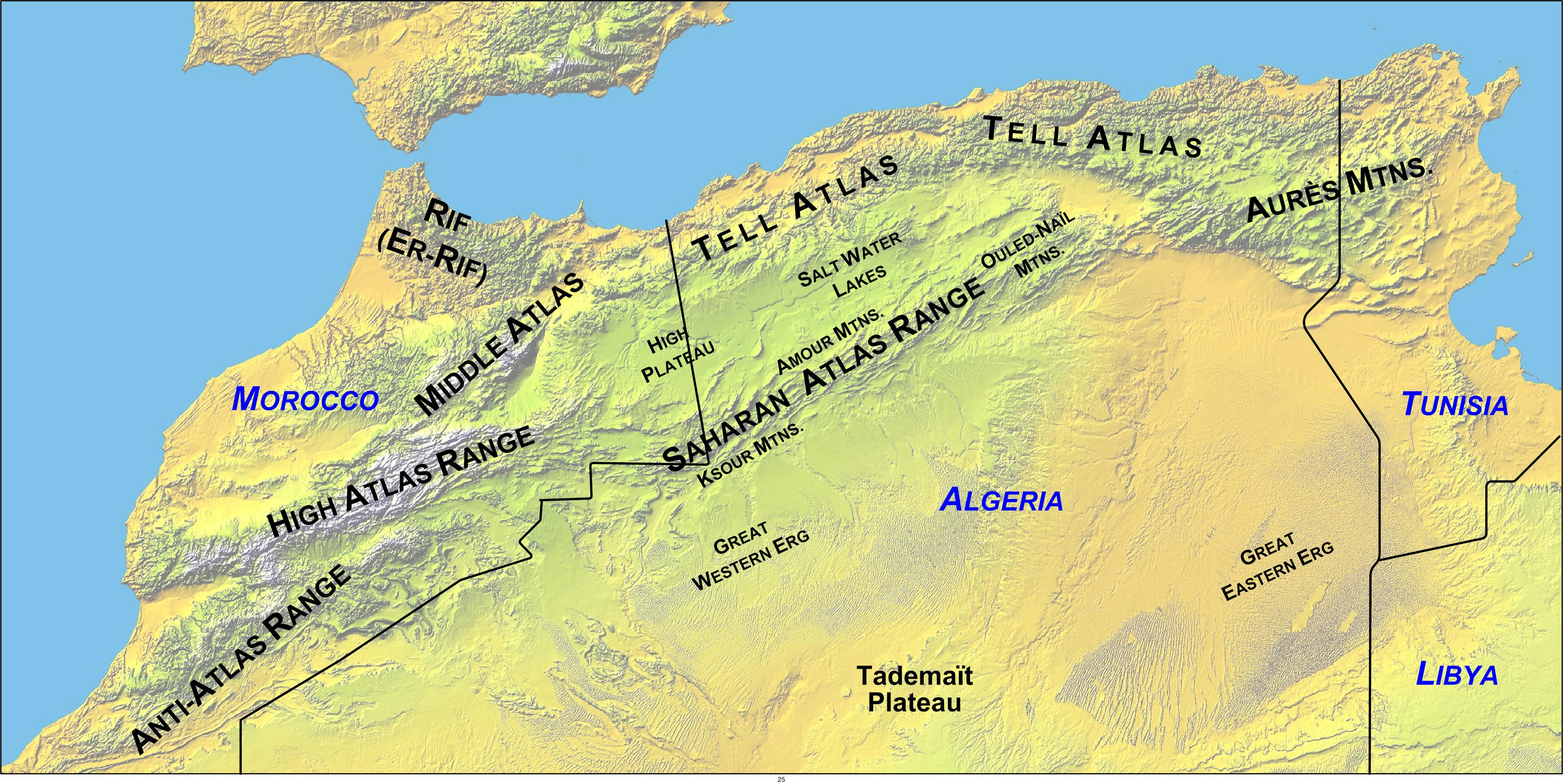

撒哈拉阿特拉斯山脈是阿爾及利亞的山脈，是撒哈拉沙漠的北端，屬於阿特拉斯山脈的一部分，全長約950公里，最高點海拔高度2,236米。
34°0′0″N 2°0′0″E / 34.00000°N 2.00000°E